# 518

518(오백십팔)은 517보다 크고 519보다 작은 자연수다.

## 수학
- 합성수로, 그 약수는 1, 2, 7, 14, 37, 74, 259, 518이다. 진약수의 합은 394이므로, 518은 부족수다.
- 63번째 쐐기수다. 앞의 쐐기수는 506, 다음 쐐기수는 530이다.
- 40번째 불가촉수다. 앞의 불가촉수는 516, 다음은 520이다.
- 각 자릿수(5, 1, 8)의 순차적 거듭제곱의 합으로 이루어진 숫자다.

{\displaystyle 5^{1}+1^{2}+8^{3}=5+1+512=518}
- {\displaystyle 43^{4}-1}은 518로 나누어떨어진다.

## 과학
- NGC 518(영어판): 물고기자리 방향에 있는 나선은하.

## 교통

### 교통
- 수도권 전철 5호선 까치산역의 역번호.

### 도로
- 현도 제518호선

## 군사
- USS 네스터 (LST-518)(영어판): 제2차 세계 대전에 사용된 미국의 수리선.
- U-518(영어판, 독일어판): 제2차 세계 대전에 사용된 나치 독일의 군용 잠수함.

## 문화유산
- 대한민국의 보물 제518호: 합천 해인사 원당암 다층석탑 및 석등
- 대한민국의 사적 제518호: 경주 문성왕릉

## 기타
- 날짜: 5월 18일
  - 광주 민주화 운동 (1980년)
- 연도: 518년, 기원전 518년